# 特羅馬之戰
《特羅馬之戰》（或稱為）是一部1988年美國動作冒險戰爭喜劇片，由麥可·赫茲和勞埃德·考夫曼共同執導、監製，考夫曼撰寫劇本。考夫曼在該片掛名為「山繆·威爾」。《特羅馬之戰》於1986年開始製作，並於1988年12月9日在美國有限上映。該片的預算達300萬美元，為特羅馬娛樂預算最高的電影。《特羅馬之戰》整體所獲得的評價褒貶不一，但之後則成為了邪典電影。

## 劇情
故事敘述一群美國人在加勒比海的一次飛機失事中倖存下來，他們所登的島嶼上爬滿了蛇和其他有毒的野獸。更糟糕的是，恐怖份子正準備使用生化武器對美國展開全面性的戰爭。

## 演員
- 嘉露蓮·碧兒普（Carolyn Beauchamp）飾演莉蒂亞（Lydia）
- 西恩·鮑文（Sean Bowen）飾演泰勒（Taylor）
- 麥可·瑞德爾（Michael Ryder）飾演帕克（Parker）
- 派屈克·維瑟斯（英语：Patrick Weathers）飾演柯克蘭（Kirkland）
- 潔西卡·杜布林（英语：Jessica Dublin）飾演朵蒂（Dottie）
- 阿拉·羅馬諾夫（Ara Romanoff）飾演庫尼（Cooney）

## 發行
該片最初因過於暴力而被美國電影協會拒絕，甚至連R級都未取得，這使電影被剪掉了一部份（包括整段含有愛滋病的橋段）。但該片在第二次送審後仍遭拒絕，導致該片又被剪掉更多而使成品不如預期。《特羅馬之戰》在商業最終以失敗作收，特羅馬也經歷了段財務困境，而就此從好萊塢主流中退出。

## 家庭媒體
2010年1月26日，該片發行了「未評級導演剪輯版」DVD，片長104分鐘，並於2015年8月18日發行藍光。

## 備註
1. ↑  當時掛名為「山繆·威爾」。

## 外部連結
- 互联网电影数据库（IMDb）上《特羅馬之戰》的资料（英文）
- 爛番茄上《特羅馬之戰》的資料（英文）